# Конка Ростова-на-Дону
Ко́нка Росто́ва-на-Дону́ — система конно-железных дорог, функционировавшая в Ростове-на-Дону с 1887 по 1902 годы.

## История
- 1887 — открытие движения.
- Конная железная принадлежала Бельгийскому акционерному обществу. Ширина колеи — 1435 мм.
- К 1900 году было открыто четыре линии конки:

- Новое Поселение — Богатяновский Спуск
- Сенной Базар — Смирновский Спуск
- Городское депо — Большая Садовая улица
- Вокзал — Нахичевань (Нахичевань была соседним с Ростовом городом и в 1890 году была связана с Ростовом первой и единственной в России междугородной конной линией).

- 1902 — конка была электрифицирована.